# Eressa blanchardi
Eressa blanchardi là một loài bướm đêm thuộc phân họ Arctiinae, họ Erebidae.